# Siła wyporu

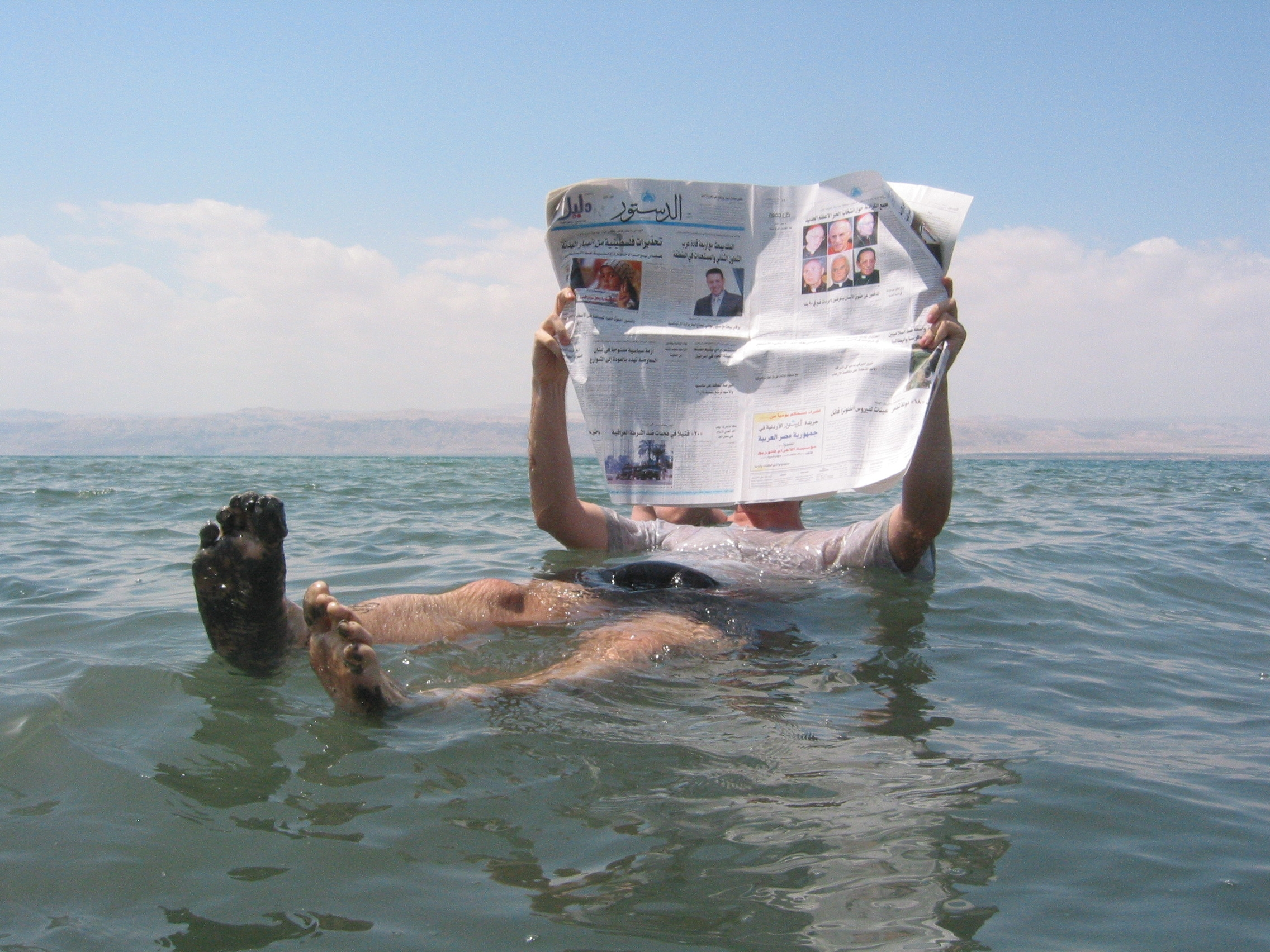
Siła wyporu słonej wody w Morzu Martwym unosi człowieka

Siła wyporu – siła działająca na ciało zanurzone w płynie, czyli w cieczy lub gazie w obecności ciążenia. Siłę tę opisuje prawo Archimedesa.
Siła wyporu jest skierowana pionowo do góry – przeciwnie do ciężaru, jest przyłożona do środka ciężkości wypartego płynu. Wartość siły wyporu jest równa ciężarowi płynu wypartego przez to ciało.
W cieczy jednorodnej (o jednakowej gęstości), znajdującej się w jednorodnym polu grawitacyjnym, siłę wyporu wyraża wzór:
{\displaystyle F_{\mathrm {w} }=d\cdot g\cdot V,}
gdzie:
{\displaystyle d} – gęstość cieczy lub gazu, w którym znajduje się ciało,
{\displaystyle g} – przyspieszenie grawitacyjne, zazwyczaj przyjmuje się przyspieszenie ziemskie 9,81 m/s² (~10 m/s²),
{\displaystyle V} – objętość wypieranego płynu równa objętości części ciała zanurzonego w płynie.
Siła wyporu zależy od gęstości płynu oraz objętości ciała zanurzonego w płynie.
Dzięki sile wyporu statki wodne i inne ciała unoszą się na powierzchni wody, a aerostaty (balony i sterowce) unoszą w powietrzu.